# Daemonorops singalana
Daemonorops singalana är en enhjärtbladig växtart som beskrevs av Odoardo Beccari. Daemonorops singalana ingår i släktet Daemonorops och familjen Arecaceae.
Artens utbredningsområde är Sumatera. Inga underarter finns listade i Catalogue of Life.